# Katterocken
Katterocken är en musikfestival i Uppsala som 1988-1996 var årligt återkommande. Den återkom 2004 och återupptogs som årligt evenemang 2019. Den var först förankrad på Katedralskolan i Uppsala, men som i takt som populariteten växte kom att erbjuda artister från hela staden.

## 1988-1996
Band och scener
Startåret 1988 gick festivalen av stapeln i Katedralskolans matsal under en dag där 22 band spelade. Redan det andra året hade matsalen blivit för liten och festivalen flyttades mellan olika scener som Stockholms nation, V-dala Nation, Folkets Hus och Norrlands Nation. 1996 spelade 64 band  under två dagar för 3 500 personer på två parallella scener. Räknat i antal band per dag och scen räknat var detta antagligen Sveriges då största musikfestival.[källa behövs]
Musiken var i huvudsak hårdrock och punk, men även synth, jazz, plyschdisco och allt däremellan. Här deltog artister och musiker som då hette eller senare skulle göra sig kända som Moder Jords Massiva, Koop, Defleshed, Mat åt far, Äppelkarters med flera.[källa behövs]
Arrangör
Huvudarrangör var under årenUnder Katterockens första period var SSU i Uppsala och det fiktiva bolaget PushUp Music (då inte alla sponsorer antogs uppskatta den politiska inramningen) huvudarrangörer.[källa behövs]

## 2004-2010
Katterocken återuppstod, ny regi och betydligt mindre skala än tidigare.[källa behövs]
Det finns tecken på att Katterocken drevs årligen fram till åtminstone 2009. Det saknas primärkällor, men den som söker på nätet kan tex hitta spår efter Katterocken 2006 och 2009.

## 2019-
Katterocken ägde rum på Kulturhuset Grand i Uppsala, med undantag för pandemiåret 2020, då den sändes på YouTube och 2021 då den ställdes in.

### 2019
Katterocken, som i den här upplagan kallades Katterocken 3.0, gick av stapeln den 12 april och hade en bred line up: Sjögren's Cigar Kings, Check, Karlman & FG, Lunar Veil, Foxy Roses, Broder Nils & Nils, Zenobia & Sean, Noodles for my Poodles med flera.
Arrangör var Katedralskolans aktivitetsutskott på Elevkåren Katedral

### 2020
Festivalen var denna gång livesänd på youtube såväl som med begränsad livepublik på grund av coronapandemin. Den hölls den 29 och 30 september.
Många olika musikstilar var representerade bland de deltagande aktörerna som var Oliver Wärngren, Check, Tuva Sundbom, Martinas Mixtape, Mejeriet, Bror och Nils, Rattled Liberty, The True Orcus och Borgerlig Begravning.
Arrangör var Katedralskolans musikförening Radio Fräsch.

### 2021
Katterocken inställd på grund av pandemin.

### 2022
Festivalen hölls åter som ett fysiskt evenemang den 5 och 6 april. Deltagande akter, varav några kom från Stockholm, var Oliwer, Velouria, Ryunion, Mother, Funkar detta?, Tuva Sundbom, Graevel, Blanc, Bundy, Mediterranen Manageriets, Justitia, Sweet Remedy och Borgerlig Begravning.
Arrangör var Katedralskolans musikförening Radio Fräsch.

### 2023
Festivalen hölls detta år den 4 och 5 april. Den var främst live men livesändes också på youtube.
På första dagen spelade Sludge, Syndrom, Sally, Justitia, Employ och Borgerlig Begravning
Andra dagen spelade banden Velouria, Bundy, Left and right, Ryunion, Exnihilo, Meatshop och Frank.
Kushim skulle spela på första dagen men byttes senare ut med Sludge.
Arrangör var Katedralskolans musikförening Radio Fräsch.

### 2024
Festivalen hölls detta år den 9 och 10 april. 
Banden som spelade på första dagen var Velouria, Paragraf1, Hampus och Ragna, Employ, Klart det funkar och Bofunk.
Andra dagen spelade banden Tivoli 14, Gigaton, Höghus, Dålig Isolering, Frank och Borgerlig Begravning.
Arrangör var Katedralskolans musikförening Radio Fräsch.

### 2025
2025 så hölls Katterocken den 8 och 9 april.
Första dagen spelade Höghus, Agaton, Krita, Hemvägen, Tivoli 14 och Det Stora Blå.
Andra dagen spelade Employ, Eternal Echoes, Red Onion, Fotosken, Frank och Bofunk.
Banden Agaton och Red onion bytte dag då Agaton egentligen skulle spela på andra dagen och Red Onion egentligen skulle spela på första dagen.
Arrangör var Katedralskolans musikförening Radio Fräsch.